# Mount Krebs
Mount Krebs ist ein markanter und 1630 m hoher Berg in der antarktischen Ross Dependency. Er ragt 6,5 km nördlich des Mount Daniel aus dem Hauptkamm der Lillie Range auf.
Mitglieder einer Mannschaft zur Erkundung des Ross-Schelfeises (1957–1958) unter der Leitung des US-amerikanischen Geophysikers Albert P. Crary (1911–1987) entdeckten ihn. Crary benannte den Berg nach Commander Manson Krebs (1922–1963), Pilot der Flugstaffel VX-6 der United States Navy bei mehreren Deep Freeze Operationen.